# Conseil intermunicipal de transport
Pour les articles homonymes, voir CIT.
Un conseil intermunicipal de transport (CIT) est un ancien type d'entité organisatrice de transport en commun de la Communauté métropolitaine de Montréal (CMM) au Québec. Ce type d'organisme est aboli lors de la refonte des structures de transport en commun dans la région de Montréal qui a lieu en 2017 et est alors remplacé par Exo en ce qui a trait aux mandats opérationnels et par l'Autorité régionale de transport métropolitain (ARTM) en ce qui a trait aux mandats de planification et de financement.   
Il s'agit d'un organisme public de transport collectif qui a pour but d'organiser un service de transport en commun de personnes sur un territoire constitué de deux ou plusieurs municipalités de la banlieue montréalaise. Ce type d'organisme peut aussi offrir des liaisons vers des municipalités à l'extérieur de son territoire, ce qui est presque toujours le cas. 
Lorsque des municipalités s'unissent pour offrir un service de transport en commun, un conseil intermunicipal de transport est formé. Cependant, lorsque ce sont des municipalités régionales de comté (MRC) qui s'unissent, le terme employé est alors un « conseil régional de transport » (CRT). Un seul CRT existe, soit le Conseil régional de transport de Lanaudière. Dans le cas d'une municipalité qui organise seule son service de transport en commun, il s'agit plutôt d'un organisme municipal et intermunicipal de transport (OMIT), tel que le Organisme municipal et intermunicipal de transport Sainte-Julie. 

## Constitution
Les CIT sont régis par la Loi sur les conseils intermunicipaux de transport dans la région de Montréal qu'on retrouve dans la législation québécoise. Celle-ci stipule qu'« une municipalité peut conclure une entente avec une autre municipalité pour permettre la constitution d'un [tel organisme] ». Le CIT est dirigé par un conseil d'administration où siège un conseiller provenant de chacune des municipalités de l'entente.

## Fonctionnement
Le CIT organise et planifie les services de transport de son territoire donné. Cependant, de par la loi, l'exploitation et l'entretien des véhicules de transport (autobus, minibus, taxis, etc.) doivent être effectués sous contrat avec un transporteur privé. Il s'agit donc un partenariat public-privé. 

## Refonte des structures de 2017
Le gouvernement Couillard et la CMM annoncent en 2015 une refonte des structures de transport en commun dans la grande région de Montréal. L'ancienne Agence métropolitaine de transport (AMT) et les douze CIT et OMIT situés à l'intérieur du territoire de la CMM seront fusionnés pour devenir deux organismes de transport. Le Réseau de transport métropolitain (RTM), aussi appelé Exo, sera responsable de l'opération des trains de banlieue de l'AMT et des lignes d'autobus et de transport adapté des différents CIT et OMIT, alors que l'Autorité régionale de transport métropolitain (ARTM) sera responsable de la planification, de la tarification, de l'organisation et du financement des trains de banlieue de l'AMT et des lignes d'autobus et de transport adapté des différents CIT, OMIT et sociétés de transport de la région. La ville de Laval (STL), ainsi que les agglomérations de Montréal (STM) et Longueuil (RTL) conservent toutefois une certaine autonomie dans cette opération de centralisation, elles seront chapeautées par l'ARTM en devenant des partenaires de celle-ci.

## Liste des conseils intermunicipaux de transport
Voici la liste des conseils intermunicipaux existants avant la fusion des organismes de transport de 2017,. 

### Couronne nord
- CIT Laurentides (CITL) - 14 municipalités
- CIT Les Moulins (Urbis) - 2 municipalités (MRC Les Moulins)
- CIT L'Assomption (Réseau de transport collectif régional de la MRC de l’Assomption, RTCR) - 6 municipalités (MRC de l'Assomption)

### Couronne sud
- CIT Chambly-Richelieu-Carignan (Blus) - 3 municipalités
- CIT du Haut-Saint-Laurent (CITHSL) - 7 municipalités
- CIT La Presqu'Île (CITPI) - 5 municipalités
- CIT Le Richelain (CITLR) - 3 municipalités
- CIT Roussillon (CITROUS) - 3 municipalités
- CIT Sorel-Varennes (CITSV) - 6 municipalités
- CIT du Sud-Ouest (CITSO) - 4 municipalités
- CIT de la Vallée-du-Richelieu (CITVR) - 8 municipalités

## Liste des autres organismes municipaux et intermunicipaux de transport
Voici la liste des organismes de transport en commun avant la fusion de 2017, certains d'entre eux n'étaient pas visés par la fusion et subsistent toujours aujourd'hui,. 

### Conseils régionaux de transport (CRT)
- CRT de Lanaudière - 6 MRC (Les Moulins, L'Assomption, Joliette, Montcalm, D'Autray et Matawinie) et 57 municipalités

### Organismes municipaux et intermunicipaux de transport (OMIT)
- OMIT Sainte-Julie (OMITSJU) - 1 municipalité
- OMIT Saint-Jean-sur-Richelieu - 1 municipalité

### Sociétés de transport
- Société de transport de Laval (STL) - 1 municipalité
- Réseau de transport de Longueuil (RTL) - 1 agglomération (5 municipalités et 3 arrondissements)
- Société de transport de Montréal (STM) - 1 agglomération (16 municipalités et 19 arrondissements)